# O Inimigo de Deus
O Inimigo de Deus é o segundo romance das Crônicas de Arthur, uma trilogia de Bernard Cornwell. É uma sequência de O Rei do Inverno, e foi lançado no Reino Unido em 1996. A trilogia conta a lenda do Rei Arthur através dos olhos de seu seguidor, Derfel Cadarn.
Contra todas as chances, Arthur, o guerreiro da Dumnônia, alcançou a paz entre os antagônicos reinos Britânicos e se prepara para marchar com seu exército contra os Saxões. Merlin organiza uma aventura perigosa nas terras do inimigo mais terrível da Britânia, em uma tentativa de recuperar uma antiga relíquia que vai ajudá-lo a restaurar a Britânia à sua glória passada. Enquanto isso, os inimigos de Arthur o cercam, prontos para destruir seu mundo para lucro pessoal.

## Enredo

### Parte Um: A Estrada Escura
A vitória inesperada de Arthur sobre os exércitos de Powys e Siluria juntos no Vale do Lugg trouxe paz e união aos reinos Britânicos. Tanto Gorfyddyd, rei de Powys, quanto Gundleus, rei da Silúria, estão mortos. O filho de Gorfyddyd, Cuneglas, compartilha com Arthur o desejo pela paz, e também seu sonho de uma aliança entre os reinos, que irá destruir seu inimigo comum, os Saxões. Derfel recebe a ordem de seguir Cuneglas até Caer Sws, capital de Powys, onde o Edling será coroado rei. Com o trono da Silúria vago, Arthur planeja fazer Lancelot rei e casá-lo com a irmã de Cuneglas, Ceinwyn. Como é princesa de Powys, isso consolidaria a aliança entre Dumnônia, Powys e Siluria. O próprio Derfel será recompensado com terras e feito campeão de Dumnonia, e também guardião do menino rei Mordred, pois Arthur quer afastar Mordred da crescente influência que os cristãos alcançam na Dumnonia.
Derfel não revela que ele está apaixonado por Ceinwyn e a quer para si. Quando Arthur e sua esposa Guinevere chegam em Caer Sws para a consagração de Cuneglas, Derfel testemunha a aparente felicidade de Ceinwyn com seu noivado. Derfel fala com Merlin, e o bruxo diz que Arthur quer que ele se case com Gwenhwyvach, a irmã recatada e apática de Guinevere. Merlin pede a Derfel que se encontre com ele e Nimue tarde da noite no topo de uma colina, onde Derfel bebe uma mistura suja. Derfel tem alucinações com Ceinwyn e vê uma estrada escura e um espírito, que Merlin lhe diz ser Diwrnach, o perverso rei Irlandês de Lleyn. Merlin pede a Derfel que o acompanhe em uma busca até as terras de Diwrnach para recuperar o calderão de Clydno Eiddin, um dos Treze Tesouros da Britânia, que se perdeu após os Romanos saquearem Ynys Mon séculos atrás. Merlin dá a Derfel um osso e lhe diz que tudo o que ele precisa fazer é quebrá-lo e seu desejo será concedido, mas avisa que caso seja quebrado, ele estará juramentado a ir na busca de Merlin.
Na festa de noivado de Ceinwyn e Lancelot, Derfel quebra o osso e Ceinwyn vai até Derfel ao invés de Lancelot. Ceinwyn se recusa a casar, já que ela quer pertencer a si própria e a nenhum homem, mas ainda assim promete amar Derfel como uma esposa. Ela também lhe conta que, já que apenas uma virgem pode encontrar o caldeirão, Merlin a fez jurar que permanecerá virgem até ele ser encontrado, o que significa que ela os acompanhará na Estrada Escura. Derfel fica relutante em deixá-la se juntar à busca, mas ela insiste. Apesar de Derfel e Ceinwyn terem quebrado um casamento político arranjado por ele, Arthur está feliz por seu amigo e parabeniza Derfel, lhe dizendo que, assim que a primavera chegar, ele vai chamá-lo para se juntar à sua campanha para expulsar os Saxões de Lloegyr.
Arthur retorna à Dumnonia, onde ele indica seu sobrinho, Culhwch, como guardião de Mordred. Culhwch derruba uma rebelião do Príncipe Cadwy de Isca e no processo descobre que nobres e magísteres cristãos na Dumnonia conspiraram para matar Arthur antes do Vale de Lugg. Arthur ordena que todos os conspiradores, inclusive Nabur, antigo guardião de Mordred, seja executado ou removido. O único cristão que escapa da purga é o bispo Sansum, que faz arranjos para continuar como guardião do santuário cristão do Espinho Sagrado próximo a Ynys Wydryn, pois ele não pode ser ligado à conspiração, e por causa de sua improvável amizade com Morgana, irmã de Arthur e druida, que tem grande influência sob a Dumnonia na ausência de Merlin e Nimue.
O grupo de Merlin viaja através da Estrada Escura até o Lleyn, reino de Diwrnach, e cruza o estreito da antiga fortaleza de Ynys Mon, onde Merlin acredita que o caldeirão está escondido. Ceinwyn encontra o caldeirão enterrado no topo de uma colina, mas o grupo é cercado pelos macabros guerreiros de Diwrnach. Diwrnach demanda que o caldeirão e Ceinwyn sejam entregues em troca de sua liberdade, mas uma neblina densa, aparentemente invocada por Merlin, permite que o grupo escape sem ser detectado.

### Parte Dois: A Guerra Partida
Derfel e seus homens são celebrados por seu retorno como Guerreiros do Caldeirão, mas ele e Ceinwyn apenas se retiram para uma fazenda tranquila em Powys para viver pacificamente até a primavera, quando Arthur vai convocar seus guerreiros para a luta contra os Saxões. Quando a primavera chega, Arthur chama Derfel à um alto conselho dos reis Bretões em Cerinium para discutir a vindoura guerra. Arthur também convoca uma reunião dos seguidores de Mitra para introduzir Lancelot à ordem. Lancelot se entendiou como rei da Silúria e está bravo com a rejeição de Ceinwyn. Ele estabeleceu sua capital em Isca, tão perto da Dumnonia quanto possível sem sair da Silúria, e tem os gêmeos netos de Tanabur, os druidas Dinas e Lavaine, a seu serviço. Derfel se recusa a apoiar a promoção de seu rival ao culto de Mitra, pois ele sabe que Lancelot não é um guerreiro. Ele é apoiado em sua ação por Agricola, um colega Mitraista e senhor guerreiro de Gwent. Contudo, Lancelot evita a humilhação da rejeição no culto ao se converter publicamente ao cristianismo e ser batizado pelo bispo Sansum, que garante a popularidade de Lancelot com os cristãos.
Marchando ao leste para encontrar os Saxões, o exército de Arthur atrai as forças de Aelle à uma armadilha. Aelle é muito enfraquecido durante a batalha, mas não derrotado. conforme o inimigo recua, os reis Bretões são surpreendidos com a chegada repentina de Lancelot e Cerdic, outro rei Saxão que é o rival de Aelle na Britânia oriental. Lancelot explica que negociou uma aliança com Cerdic, o que enfurece Arthur, pois assim Lancelot negou a vitória sobre Aelle e tornou Cerdic um inimigo mais poderoso. Arthur manda Derfel procurar por Aelle e trazê-lo a Lindinis, onde uma trégua é negociada. Cerdic conquista Lindinis e o vale de Thames de Aelle, mas os reis Bretões forçam Cerdic a renunciar qualquer reivindicação sobre as terras do rio Belgae. Contudo, Cerdic insiste que Lancelot deve receber o controle sobre essa terra como rei; assim, Lancelot ganha um novo reino muito mais rico e mais agradável que a Silúria, que vai então ser dividida entre Gwent e Powys. Arthur relutantemente aceita essas condições.
Conforme as negociações de paz prosseguem, Merlin e Nimue procuram pelo último Tesouro da Britânia, a Carroça de Modron. Quando encontram, Cerdic chega com Dinas e Lavaine e a reivindica para si, já que eles estão agora em seu reino. Os gêmeos tomam a carruagem e cortam uma parte da barba de Merlin, que permite a eles jogar feitiços poderosos contra o druida. No caminho de volta a Corinium, Arthur conta a Derfel que ele quer que ele e Ceinwyn se tornem os novos guardiões de Mordred na Dumnonia, já que Culhwch tem tido dificuldades em criar o menino. Conforme Derfel viaja até Powys para pegar Ceinwyn, uma tragédia acontece: O salão de Merlin em Ynys Wydryn é queimado e o Caldeirão é roubado.

### Parte Três: Camelot
Nos anos seguintes à derrota de Aelle e à inquieta trégua de Lindinis, a paz mesmo assim ocorre na Britânia de Arthur, conforme Aelle e Cerdic lutam entre si pelo domínio de Lloegyr. Lancelot estabelece a capital de seu novo reino em Venta. Guinevere deixa a casa Romana em Lindinis e tem um novo palácio, o Palácio do Mar (mais tarde conhecido como Camelot), construído na fronteira entre a Dumnonia e o reino de Lancelot. Arthur tenta forjar uma aliança permanente ao convidar representantes de cada um dos reinos Bretões a deixar de lado suas disputas e jurar lealdade uns aos outros no que ele chamou de "Irmandade da Britânia", apesar de Merlin acreditar que os juramentos se provarão insignificantes.
Derfel e Ceinwyn se mudam para Lindinis com um Mordred de seis anos de idade, e sua filha, Morwenna, nasce lá. Ela é seguida por outras duas filhas, Seren e Dian. Derfel e Ceinwyn logo descobrem que Mordred é uma criança insolente e perversa, que eles tem dificuldades para controlar e que gosta de infligir dor aos outros. Merlin, que agora vive em Lindinis, diz acreditar que um demônio entrou no corpo do menino na noite de seu nascimento, enquanto os cristãos cuidavam dele. Apesar de suas preocupações, Arthur se recusa considerar mover Mordred e insiste que ele vai crescer e se tornar um líder responsável com o tempo. Após muitos anos de relativa paz, Mordred é oficialmente aclamado Rei da Dumnonia em seu décimo quinto aniversário.

### Parte Quatro: Os Mistérios de Isis
Pouco tempo após sua aclamação, Mordred envia Arthur e Derfel em uma incumbência até Powys para capturar o traidor Ligessac, que anos antes traiu a Dumnonia e causou a morte da mãe de Mordred, Norwenna, nas mãos do rei Gundleus. Arthur e Derfel são emboscados por fanáticos cristãos liderados por Cadoc enquanto tentam apreender Ligessac. Eles derrotam os cristãos, mas após isso Derfel decide viajar ao sul separadamente de Arthur para encontrar sua mãe, que ele não vê desde que ela foi capturada em um saque quando ele era muito jovem. ele a encontra ainda viva, mas foi escravizada por anos e não se lembra dele. Após falar com ela Derfel descobre que seu pai é Aelle, o rei Saxão.
Vendo fogo queimando do outro lado do Severn, Derfel descobre que Lancelot tentou usurpar o trono da Dumnonia ao incitar uma agitação religiosa. Arthur e Derfel são dados como mortos na emboscada de Cadoc, e presume-se que Mordred foi assassinado. Grupos de cristãos fanáticos estão caçando pagãos através da Dumnonia, anunciando Lancelot como seu rei salvador, e a ele se juntaram muitos dos vassalos jurados à Arthur. Cerdic está sitiando a maior parte do exército de Arthur sob o comando de Sagramor na fronteira da Dumnonia.
Derfel eventualmente chega à sua casa, onde descobre que os druidas Dinas e Lavaine atacaram seu salão e estão tentando sequestrar Ceinwyn e Merlin e levá-los a Lancelot. Derfel e seus homens afugentam os gêmeos, mas durante a batalhe Lavaine mata a filha mais nova de Derfel, Dian. Derfel escolta Ceinwyn e suas filhas até Powys, sob a proteção de Cuneglas. Eles são acompanhados por Arthur e Mordred, que foi salvo por Galahad do assassinato. Confrontado por Merlin, Mordred admite que foi ideia do bispo Sansum distrair Arthur e Derfel com a apreensão de Ligessac, para possibilitar o levante cristão.Graças à incompetência de Mordred em impedir Lancelot e seus seguidores cristãos de devastar a Dumnonia, Arthur declara que Mordred não é habilitado para ser rei.
Arthur e seus poucos aliados restantes montam um plano para resgatar Guinevere e o filho de Arthur, Gwydre, que estão sendo mantidos cativos por Lancelot no Palácio do Mar. Chegando lá, Derfel e Arthur inadvertidamente pegam Guinevere no meio de um ritual de adoração da deusa Ísis, através do qual ela pede que a deusa favoreça Lancelot como rei da Dumnonia. Durante parte dos ritos, Guinevere dormia com Dinas e Lavaine, bem como Lancelot. De coração partido e enfurecido, Arthur massacra os adoradores e leva Guinevere e Gwydre para longe. Ao mesmo tempo, Derfel captura Dinas e Lavaine e, com a ajuda de Nimue, os mata brutalmente em vingança por sua filha. Eles também descobrem todos os Tesouros da Britânia que faltavam, incluindo o Caldeirão, que estava escondido sob o templo de Isis de Giunevere. Abandonando sua natureza virtuosa, Arthur retoma violentamente Caer Cadarn. A rebelião de Lancelot rapidamente perde o momentum conforme as histórias de Arthur ter sobrevivido se espalham e guerreiros da Dumnonia começam a se reunir sob sua vassalagem. Lancelot recua enquanto Arthur afirma-se como o único governante da Dumnonia, com Derfel como seu campeão.

## Recepção
Como seu predecessor, Inimigo de deus foi aclamado por suas "batalhas realisticamente sangrentas" e "caracterizações fortes", e por colocar uma "nova perspectiva nesses eventos frequentemente recontados". Kirkus Reviews chamou de "entretenimento estimulante e persuasivo."